# Stora Avtjärnen (Järna socken, Dalarna)
Stora Avtjärnen är en sjö i Vansbro kommun i Dalarna och ingår i Dalälvens huvudavrinningsområde.